# Tetraopidion venezuelanum
Tetraopidion venezuelanum là một loài bọ cánh cứng trong họ Cerambycidae.